# Аймен
Айме́н (каз. Аймен) — село у складі Єнбекшиказахського району Алматинської області Казахстану. Входить до складу Болецького сільського округу.
Населення — 1966 осіб (2021; 1534 у 2009, 1299 у 1999, 1161 у 1989).